# Psalis punctuligera
Psalis punctuligera är en fjärilsart som beskrevs av Paul Mabille 1880. Psalis punctuligera ingår i släktet Psalis och familjen tofsspinnare. Inga underarter finns listade i Catalogue of Life.